# Lepidodexia zeledoni
Lepidodexia zeledoni är en tvåvingeart som beskrevs av Guilherme A.M.Lopes 1985. Lepidodexia zeledoni ingår i släktet Lepidodexia och familjen köttflugor.
Artens utbredningsområde är Costa Rica. Inga underarter finns listade i Catalogue of Life.